# Deloraine
Deloraine is een plaats in de Australische deelstaat Tasmanië en telt 2032 inwoners (2006).

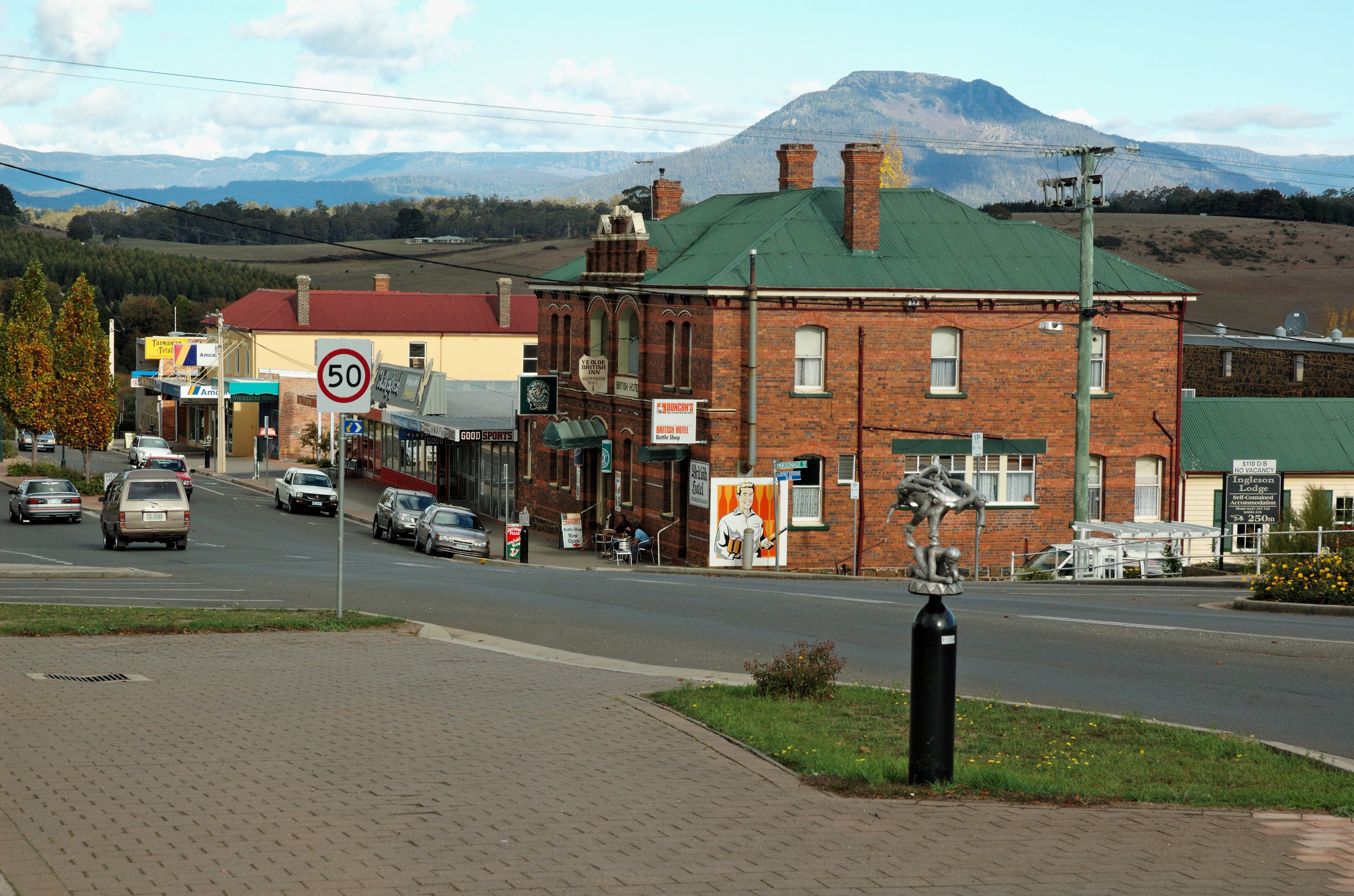
De hoofdstraat van Deloraine, met de Great Western Tiers op de achtergrond.